# Hydrontin
Equus hydruntinus
Espèce
L'Hydrontin (Equus hydruntinus), ou âne européen, est un équidé fossile qui a récemment été rattaché à l'Hémione grâce à l'analyse génétique de l'ADN ancien,.

## Historique
L'hydrontin a été identifié pour la première fois en 1906 dans des assemblages fossiles d'Italie méridionale et a été décrit en 1907 par l'italien Ettore Regàlia. Il a été trouvé depuis dans des sites du Pléistocène supérieur de diverses régions européennes. L'hydrontin a été étudié par de nombreux auteurs, dont principalement Hans Georg Stehlin et Paolo Graziosi (1935), F. Prat (1968), et Vera Eisenmann (1980),.

## Description
L'hydrontin est un équidé de petite taille aux formes graciles. Sa denture microdonte est caractéristique, avec les dents jugales qui ont conservé de nombreux caractères archaïques le rapprochant fortement d'Equus stenonis.
Ses principaux caractères sont :
- la double boucle des dents jugales inférieures à caractère primitif, qui le rapproche des ânes et d'Equus stenonis, tandis que les hémiones et les chevaux ont une double boucle évoluée ;
- le sillon vestibulaire profond de ces mêmes dents l'apparente à Equus stenonis, mais aussi aux zèbres actuels, alors qu'elle le différencie des hémiones et des ânes[7].

## Chronologie
Présent en Europe depuis probablement 300 000 ans, il a survécu jusqu'au début de l'Holocène en Europe (France, Italie, Espagne, Portugal, Allemagne et Russie) et au Moyen-Orient, où sa présence a été récemment attestée. Il n'est plus présent en France depuis environ 6500 av. J.-C.
L'ancêtre de l'Hémione, différent d'Equus hydruntinus, est connu dans le Paléolithique chinois. De véritables Asiniens sont aussi déjà connus dans le Pléistocène supérieur des États-Unis sous le nom d'Equus conversidens,,.

## Représentations préhistoriques

### Art pariétal
L'hydrontin est très rarement représenté dans l'art pariétal. Les représentations les plus connues sont :
- Grotte de Gabillou (Sourzac, Dordogne). Gravure magdalénienne[7]. « Asinien probable » selon Philippe Novel[12], malgré quelques caractères caballins peu nets.

- Grotte de Bernifal (Meyrals, Dordogne). Gravure magdalénienne, avec une tête fine pourvue de deux grandes oreilles et d'une queue glabre. « Asinien probable » selon Philippe Novel[13], quoique l'ensellure apparaisse bien marquée et les membres peu stylisés[7].

- Grotte des Combarelles I (Les Eyzies, Dordogne). Gravures magdaléniennes.
  - L'Asinien n° 27 observé par Henri Breuil correspondrait à un cheval selon Novel, argüant de la croupe fortement ensellee et du fait que la plupart des chevaux des Combarelles sont gravés avec des oreilles aussi longues[7].
  - La gravure n° 95 représente à juste titre pour Philippe Novel une des plus belles figurations d'« Asinien » connu[7].
  - La gravure n° 113 est considérée par Novel comme « un Asinien probable »[7].

- Grotte des Trois-Frères (Montesquieu-Avantès, Ariège). Les gravures d'« Hémione aurignacienne » et d'« Hémione magdalénienne »[14] sont deux représentations incontestables d'Equus hydruntinus.

- Grotte de Lascaux (Montignac-Lascaux, Dordogne). Cette peinture magdalénienne est retenue comme « Asinien probable » par Philippe Novel[12],[7].

- Abris rupestres de Tormón (es), dans le parc culturel d'Albarracín (Teruel, Espagne). L’équidé gravé qualifié de cheval par Henri Breuil[15] semble posséder plus de caractères hydrontins que caballins : tête fine, grandes oreilles, crinière courte, ensellure non marquée, pattes fines[7].

### Art mobilier
Dans l'art mobilier, on trouve :
- Grotte de la Salpêtrière (près du pont du Gard, Remoulins, Gard)[16]. Les oreilles moyennement longues et la convexité du front sont les seuls critères qui font de cette figuration un Equus hydruntinus probable.

- Schweizersbild (Schaffhouse, Suisse)[17]. Une gravure sur plaquette calcaire du Magdalénien supérieur, que Marcellin Boule[18] identifia comme un cheval, malgré la tête fine, ensellure peu marquée, croupe anguleuse et queue simple qui caractérisent Equus hydruntinus.

- Grotte du Putois 2 (grottes de Montmaurin, Haute-Garonne). Pendeloque de la fin du Magdalénien moyen, l'une des six représentations certaines connues. Sa datation correspondrait avec la réapparition d'Equus Hydrontinus dans le sud-ouest de la France[11].